# Magicicada septendecim
A Magicicada septendecim a rovarok (Insecta) osztályának félfedelesszárnyúak (Hemiptera) rendjébe, ezen belül az énekeskabóca-félék (Cicadidae) családjába tartozó faj. Egyike a 17 évenként előjövő fajoknak.
A Magicicada kabócanem típusfaja.

## Előfordulása
A Magicicada septendecim előfordulási területe Kanada és az Amerikai Egyesült Államok keleti felén van.

## Megjelenése
Az imágó tora fekete, szemei élénkvörösek. Nagy, erezett szárnyai is vörös árnyalatúak. A rokon fajoktól, a potrohán levő széles narancssárga sáv és a nagyon éles cirpelése különbözteti meg. A 13 évenkénti fajok közül, a Magicicada neotredecim hasonlít hozzá a legjobban.

## Szaporodása
A lárva 17 évet tölt a talajban, a fák gyökereinek nedveivel táplálkozva. A tizenhét év leteltével kimászik a földből és egy utolsó vedlés után, átalakul imágóvá. Az imágó egyetlen célja a szaporodás. Ez a hosszú rejtőzködésben töltött idő, és az egyszerre több millió számban előbúvó rovar, valószínűleg a ragadozók által okozott vesztességeket hivatottak csökkenteni.

## Képek

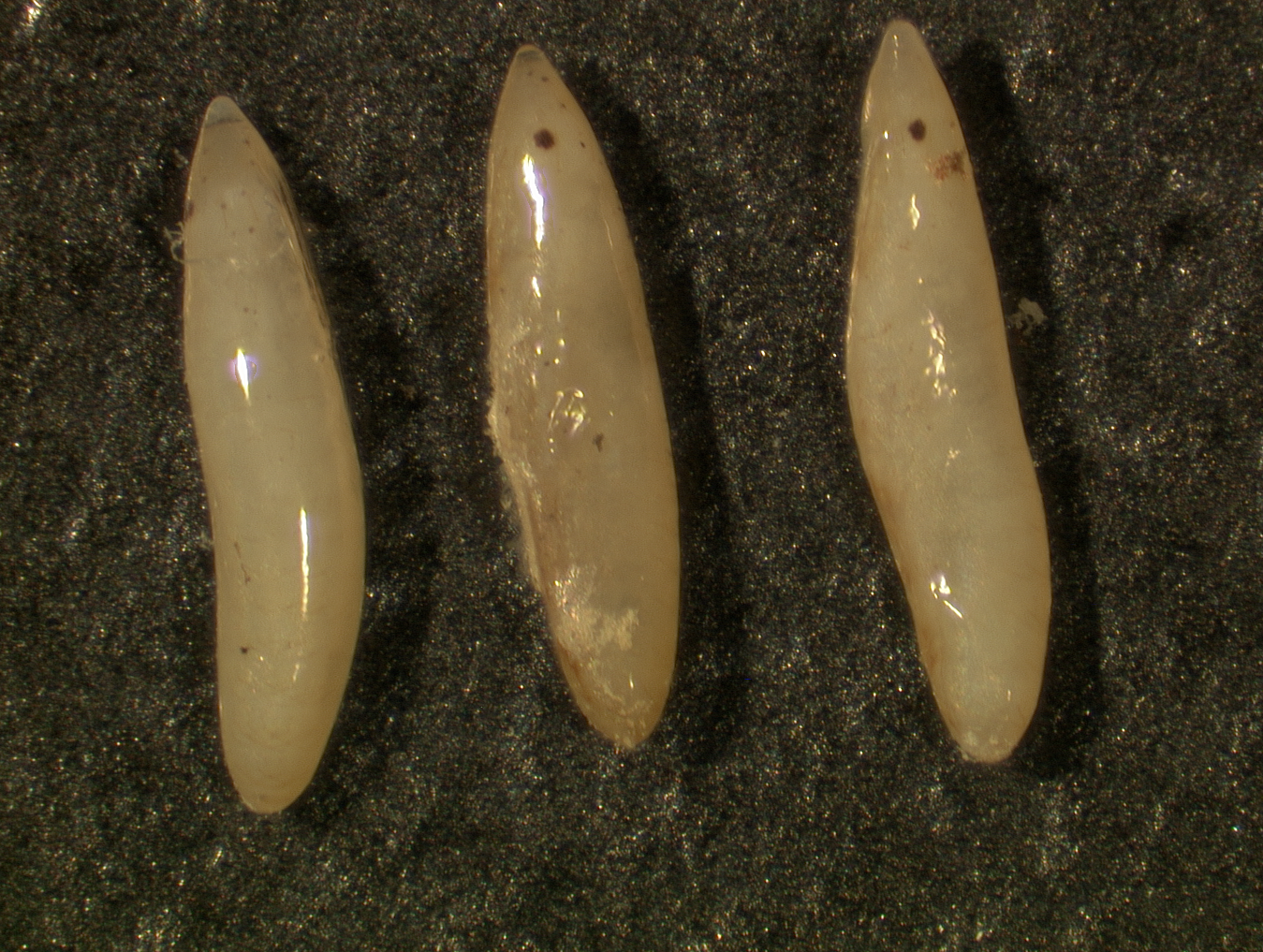
Frissen kikelt lárvák
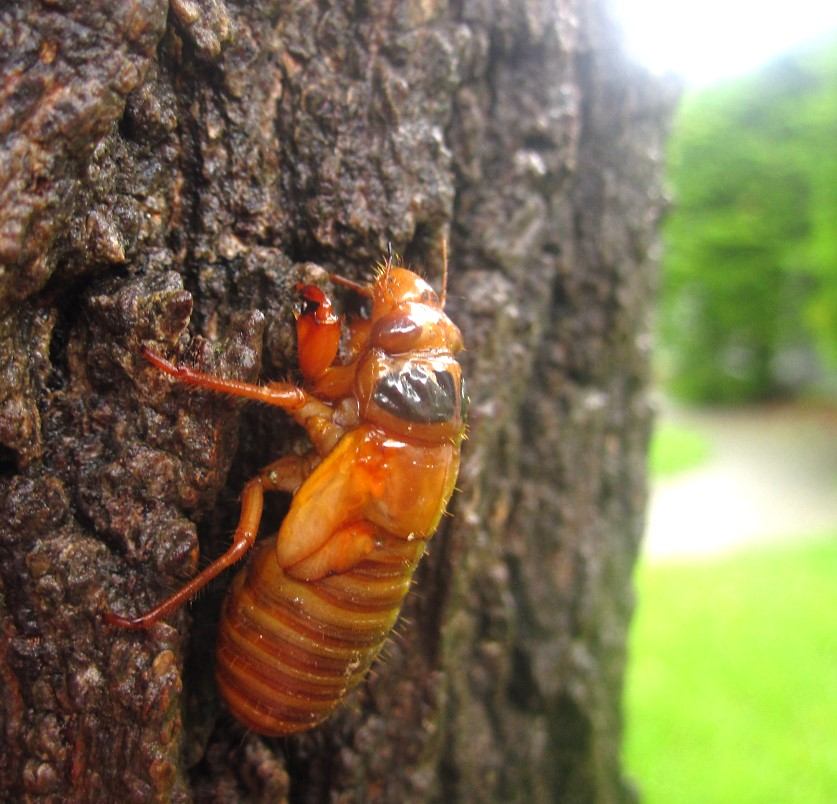
A lárva az utolsó vedlés előtt
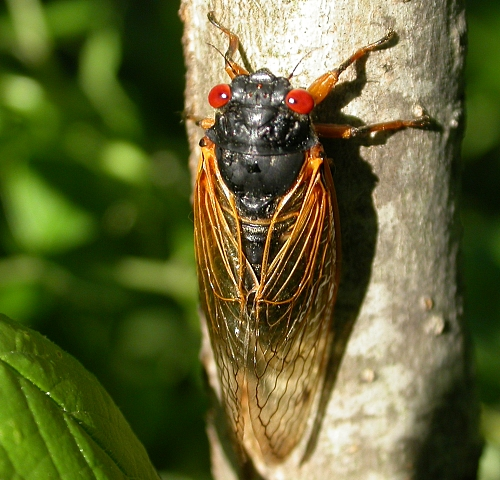
Az imágó háti része
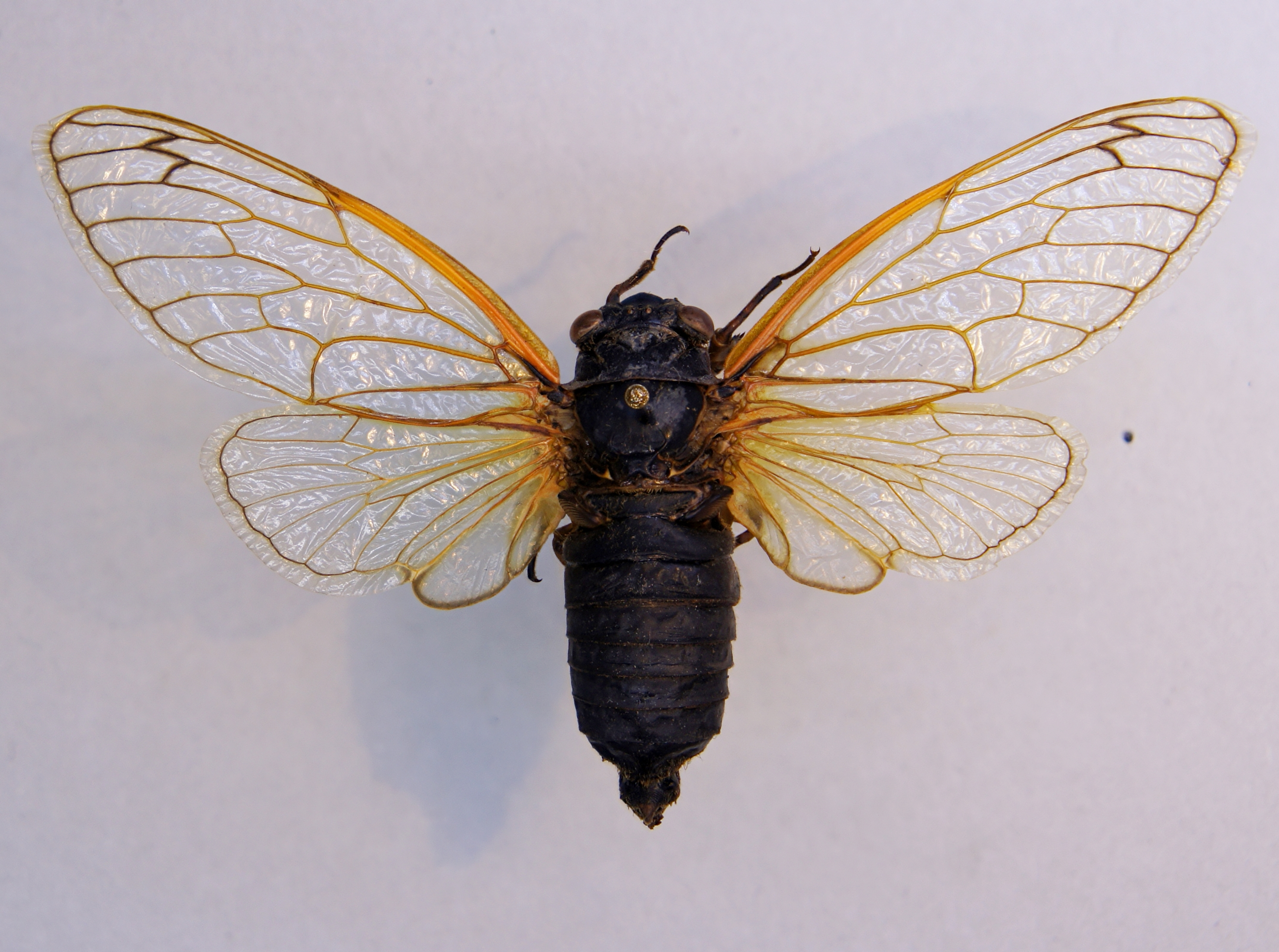
Múzeumi példány széttárt szárnyakkal

## Fordítás
- Ez a szócikk részben vagy egészben  a   Magicicada septendecim című angol Wikipédia-szócikk ezen változatának fordításán alapul.  Az eredeti cikk szerkesztőit annak laptörténete sorolja fel. Ez a jelzés csupán a megfogalmazás eredetét és a szerzői jogokat jelzi, nem szolgál a cikkben szereplő információk forrásmegjelöléseként.